# Pont du contournement nord de Château-Gontier-sur-Mayenne
Le pont du contournement nord de Château-Gontier-sur-Mayenne, couramment appelé viaduc de la Mayenne, est un pont en arc avec tablier supérieur qui se trouve dans le département français de la Mayenne, entre Fromentières et La Roche-Neuville. Il permet le franchissement de la Mayenne au Nord de la ville de Château-Gontier-sur-Mayenne. Il est ouvert à la circulation et inauguré le 5 octobre 2022.

## Histoire
Le pont est conçu pour fluidifier le trafic routier sur l'agglomération de Château-Gontier-sur-Mayenne, à la jonction des RN 162 et RD 20. Déclaré d'utilité publique en 2014, les travaux débutent en 2017 et se terminent trois ans et demi plus tard en juin 2022. Le pont est inauguré le 5 octobre 2022. Il enjambe la Mayenne au nord de Château-Gontier-sur-Mayenne.

## Caractéristiques
Le pont du contournement nord de Château-Gontier-sur-Mayenne est un pont en arc qui a une longueur de 296 mètres, une larguer de 16 mètres et une hauteur de 28 mètres. Il est formé de deux tabliers superposés: le tablier supérieur comprend une route à deux voies, une piste cyclable et un trottoir piéton; le tablier inférieur est une passerelle piétonne constituée de 260 marches offrant une vue imprenable sur la rivière. Les deux tabliers reposent sur une charpente métallique de 1 750 tonnes.

## Sources